# Lezsírozás

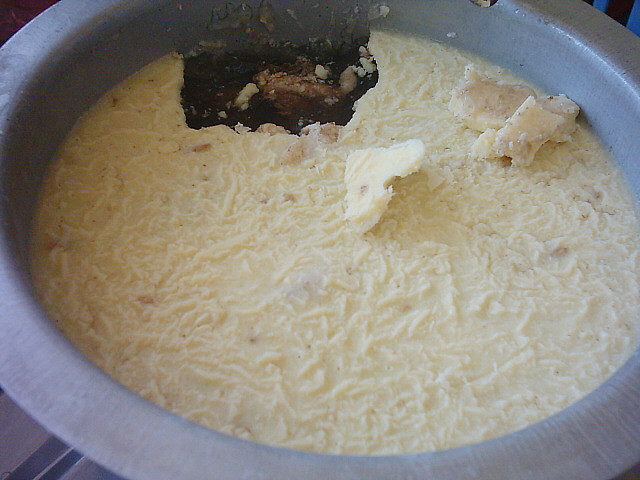
Fagyott leves tetején képződő zsírréteg

A lezsírozás, vagy zsírtalanítás egy konyhatechnikai eljárás.
Az élelmiszer-nyersanyagok és a készételek látható zsírtartalmának eltávolítására szolgáló művelet. Ilyen egyrészt a húsok felületének látható zsírszövet lefejtése, másrészt főzés közben a folyadék felszínén összegyűlő zsiradék eltávolítása. A meleg étel felületéről először kanállal, majd a megmaradt zsírcseppeket tiszta papírszalvétával szedjük le.